# Austrotaxus spicata
Pour les articles homonymes, voir Spicata.
Genre
Espèce
Statut de conservation UICN

 NT  : Quasi menacé
Austrotaxus spicata est l'unique espèce de plantes du genre monotypique Austrotaxus appartenant à la famille des Taxaceae. Ce conifère est endémique en Nouvelle-Calédonie.

## Distribution et habitat
Cet arbre pousse dans les forêts denses humides du centre et du nord-est de la Grande Terre.
Il est adapté aux moyennes et hautes altitudes, de 500 à 1 400 m.

## Description
Il peut atteindre 25 m de haut, possède un port pyramidal quand il est jeune. La cime est plus arrondie sur les individus les plus âgés.
L'écorce est crevassée et fibreuse, d'une couleur brun/rouge foncé.
Les feuilles sont lancéolées, la phyllotaxie est spiralée.
Ses fruits sont de petits cônes à graines marron issus d'un cône à pollen (qui est la fleur de l'arbre). L'arbre est dioïque.

### GenreAustrotaxus
- (fr + en) ITIS : Austrotaxus Compton
- (fr + en) EOL : Austrotaxus

### EspèceAustrotaxus spicata
- (en) UICN : espèce Austrotaxus spicata (consulté le 21 avril 2019)
- (fr + en) ITIS : Austrotaxus spicata Compton (consulté le 2 avril 2016)